# HMS Grimsby (U16)
«Грімсбі» (англ. HMS Grimsby (U16)) — військовий корабель, шлюп типу «Грімсбі» Королівського військово-морського флоту Великої Британії за часів Другої світової війни.

## Історія створення
Шлюп «Грімсбі» був закладений 23 січня 1933 року на верфі  військово-морської бази у Девонпорті. Спущений на воду 19 липня 1933 року, вступив у стрій 17 травня 1934 року.

## Історія служби
Після вступу у стрій шлюп «Грімсбі» був відправлений в Гонконг, де був переобладнаний на мінний загороджувач і продовжив службу на Китайській станції. У лютому-березні 1939 року пройшов ремонт в Сінгапурі та був переведений на Східно-Індійську станцію в Коломбо.
У жовтні 1939 року корабель прибув у Велику Британію, де був включений до складу ескортних сил Росайта. У квітні 1940 року пройшов ремонт, після чого вирушив у Середземне море. З 31 травня 1941 року - у Червоному морі, де супроводжував конвої між Суецом та Аденом.
У березні 1941 року «Грімсбі» прибув до Порт-Саїду та приєднався до основних сил Середземноморського флоту. Супроводжував конвої на Крит під час битви за Грецію.
21 травня 1941 року шлюп «Грімсбі» був потоплений бомбардувальниками Ju 87 I./StG 1 північніше Тобрука.